# Parasimpatomimetic

Structura acetilcolinei

Parasimpatomimeticele, denumite și colinomimetice sunt substanțe medicamentoase care stimulează sistemul nervos vegetativ parasimpatic (SNVPS). Denumirea de colinergic, de asemenea utilizată pentru parasimpatomimetice, provine de la acetilcolină (ACh), care este neurotransmițătorul sistemului vegetativ parasimpatic. Substanțele din această clasă pot stimula parasimpaticul fie prin acțiunea directă asupra receptorilor muscarinici și nicotinici colinergici (având o acțiune similară cu cea a acetilcolinei), fi indirect, prin inhibarea colinesterazei (enzima implicată în degradarea acetilcolinei) sau prin stimularea eliberării de acetilcolină.

## Clasificare

### Cu acțiune directă

Structura pilocaprinei

Parasimpatomimeticele directe acționează prin stimularea receptorilor muscarinici (M) sau nicotinici (N) colinergici:
- Esteri ai colinei
  - Acetilcolină (toți receptorii)
  - Betanecol (receptorii M3)
  - Carbacol (toți receptorii M și unii N)
  - Metacolină (toți receptorii M)
- Alcaloizi naturali și derivați
  - Aceclidină
  - Arecolină
  - Nicotină - nicotinomimetic
  - Muscarină
  - Pilocarpină (receptorii M3)
  - Cevimelină (receptorii M1 și M3)

### Cu acțiune indirectă

Structura neostigminei

Parasimpatomimeticele indirecte pot inhiba colinesterazele în mod reversibil sau ireversibil (fiind denumite anticolinesterazice), sau pot favoriza eliberarea de acetilcolină.
- Inhibitori reversibili ai colinesterazelor
  - Donepezil
  - Edrofoniu
  - Ipidacrină
  - Neostigmină
  - Fizostigmină (ezerină)
  - Piridostigmină
  - Rivastigmină
  - Tacrină
  - Galantamină
- Inhibitori ireversibili ai colinesterazelor
  - Ecotiofat
  - Izoflurofat
  - Malation
  - Paraoxon
- Favorizează eliberarea ACh
  - Alpha GPC
  - Cisapridă
  - Droperidol
  - Domperidonă
  - Metoclopramid
  - Risperidonă
  - Paliperidonă